# Remoxipride
Il remoxipride è un derivato benzamidico antagonista selettivo ed è impiegato come agente antipsicotico atipico specifico per i recettori della dopamina D2. Ha ottenuto l'approvazione nel Regno Unito nel 1989, ma è stato ritirato nel 1993 dopo aver riscontrato un aumento dell'incidenza di anemia aplastica.

## Farmacologia

### Indicazione d'uso
Remoxipride è un antipsicotico atipico precedentemente utilizzato per il trattamento della schizofrenia.

### Farmacodinamica
Remoxipride è un debole antagonista selettivo del recettore della dopamina D2 impiegato una volta utilizzato nel trattamento della schizofrenia. Ha un indice terapeutico ed una durata d'azione moderati. Remoxipride è stato ritirato a causa di decessi associati ad anemia aplastica.

### Meccanismo d'azione
Il farmaco agisce come antagonista del recettore della dopamina D2. L'uso cronico di remoxipride porta all'aumento dell'espressione dei recettori D2, mentre diminuisce l'espressione dei recettori D1 e D5 nella corteccia prefrontale. Questa attività potrebbe essere correlata all'attività antipsicotica di remoxipride. Il farmaco mostra una minore affinità per i recettori dopaminergici D2 rispetto alla dopamina stessa. Questa minore affinità è ritenuta responsabile della ridotta incidenza di Parkinsonismo. Remoxipride aumenta anche l'espressione della proteina Fos nel nucleo accumbens, ma non nello striato dorsolaterale, il che potrebbe essere responsabile di una ridotta incidenza di sintomi extrapiramidali.

### Assorbimento
Remoxipride presenta un assorbimento di circa il 90% . Nei pazienti con normale clearance della creatinina, remoxipride raggiunge una concentrazione massima (Cmax) di 5,5 ± 1,1 µmol/L, con un tempo massimo di concentrazione (Tmax) di 0,8 ± 0,2 ore e un'area sotto la curva (AUC) di 39 ± 9 µmol·h/L . Nei pazienti con moderata compromissione renale, remoxipride raggiunge una Cmax di 7,7 ± 2,7 µmol/L, con un Tmax di 0,9 ± 0,4 ore e un AUC di 63 ± 34 µmol·h/L . Nei pazienti con grave compromissione renale, remoxipride raggiunge una Cmax di 9,3 ± 2,3 µmol/L, con un Tmax di 1,4 ± 0,9 ore e un AUC di 123 ± 60 µmol·h/L .

#### Volume di distribuzione
Il volume di distribuzione di remoxipride nei pazienti con normale clearance della creatinina è di 44,3 ± 8,3 L, nei pazienti con moderata compromissione renale è di 37,4 ± 16,2 L e nei pazienti con grave compromissione renale è di 30,2 ± 9,4 L.

#### Legame con le proteine
Remoxipride è legato alle proteine in misura approssimativa dell'80%, principalmente alla α-1-glicoproteina acida.

### Metabolismo
Remoxipride può subire la N-dealchilazione per formare FLA 853, l'ossidazione per formare FLA 850 o la N-deetilazione per formare FLA 838, successivamente ossidata per formare NCL 118, che può a sua volta essere idrossilata per formare NCM 009. FLA 850 può subire la N-deetilazione per formare NCL 118 o essere idrossilata per formare NCM 001. NCM 001 può successivamente essere N-deetilata per formare NCM 009. Nessuno di questi metaboliti ha attività misurabile sui recettori della dopamina D2.

### Eliminazione
L'89% di una dose di remoxipride viene recuperato nelle urine e il 7% nelle feci. Tra il 10% e il 40% di una dose di remoxipride viene recuperato nelle urine come farmaco genitore non modificato.

#### Emivita
Il tempo di dimezzamento (emivita) del remoxipride nei pazienti con una clearance della creatinina normale è di 5,1 ± 1,6 ore, nei pazienti con compromissione renale moderata è di 6,1 ± 2,6 ore e nei pazienti con compromissione renale grave è di 9,9 ± 3,8 ore.

#### Clearance
La clearance renale del remoxipride nei pazienti con una clearance della creatinina normale è di 23,6 ± 7,0 mL/min, nei pazienti con compromissione renale moderata è di 9,3 ± 3,8 mL/min e nei pazienti con compromissione renale grave è di 3,7 ± 2,9 mL/min. La clearance plasmatica sistemica del remoxipride è di 120 mL/min.

### Tossicità
Remoxipride è stato ritirato dal mercato dopo che sono stati segnalati 8 casi di anemia aplastica, di cui 2 sono risultati fatali.